# Alfred Redl
Alfred Redl (n. 14 martie 1864, Lemberg, Regatul Galiției și Lodomeriei, Imperiul Austriac – d. 25 mai 1913, Viena, Austro-Ungaria) a fost un ofițer de contraspionaj în Armata Austro-Ungară. În timpul Războaielor Balcanice (1912-1013) a divulgat informații militare Rusiei, Franței și Italiei. După deconspirarea sa s-a sinucis.

## În film
Pentru interpretarea rolului său în filmul Colonelul Redl actorul Klaus Maria Brandauer a fost distins cu Deutscher Filmpreis din 1985.